# Mithril
Mithril là một kim loại hư cấu trong thế giới Trung Địa được tạo ra bởi nhà văn J. R. R. Tolkien. Mithril được mô tả là một kim loại quý hiếm, có màu bạc, nhẹ hơn thép nhưng lại chắc chắn hơn rất nhiều. Trong các tác phẩm của Tolkien, đặc biệt là trong Chúa tể những chiếc nhẫn, mithril được xem là vật liệu vô giá, được tộc người dwarf khai thác sâu trong lòng núi ở Moria (Khazad-dûm).

## Từ nguyên
Tên gọi mithril xuất phát từ tiếng Sindarin (ngôn ngữ của tiên tộc) với mith nghĩa là "sáng bạc" và ril nghĩa là "lấp lánh". Tộc người dwarf giữ tên riêng bí mật cho loại vật liệu này.

## Tính chất
Mithril có vẻ ngoài sáng bạc và không bị xỉn màu theo thời gian. Nó rất nhẹ nhưng lại cực kỳ bền, cứng hơn cả thép, khiến nó trở thành vật liệu lý tưởng cho áo giáp và các vật phẩm có giá trị. 

## Lịch sử trong thế giới Trung Địa
Mithril lần đầu tiên được phát hiện ở Khazad-dûm, nơi sau này được biết đến với cái tên Moria. Người lùn đã khai thác mithril qua nhiều thời đại, nhưng việc khai thác quá mức đã đánh thức một sinh vật cổ đại đáng sợ là Balrog. Sau sự kiện này, Moria bị bỏ hoang và mithril trở nên vô cùng hiếm. Mithril đôi khi cũng được tìm thấy tại đảo quốc đã biến mất Númenor và lục địa không thể tiếp cận Aman.
Một trong những vật phẩm nổi tiếng nhất làm từ mithril là áo giáp mà Frodo Baggins nhận từ Bilbo. Chiếc áo này từng cứu sống Frodo khỏi một mũi giáo trong phần "Fellowship of the Ring".

## Trong các tác phẩm khác

Hình ảnh minh họa do nghệ sĩ thể hiện về vương kỳ của các vị vua Gondor, với vương miện được chế tác từ mithril và vàng.

Mithril cũng xuất hiện trong một số tác phẩm giả tưởng khác và thường được dùng như một loại kim loại ma thuật có giá trị cao và đặc tính vượt trội.

## Di sản
Mithril đã trở thành một biểu tượng văn hóa trong thể loại giả tưởng, thường đại diện cho sự kết hợp giữa cái đẹp, độ hiếm và sức mạnh. Nó đã ảnh hưởng đến nhiều trò chơi, tiểu thuyết, và các phương tiện truyền thông khác.